# Richard Savage, 4. Earl Rivers

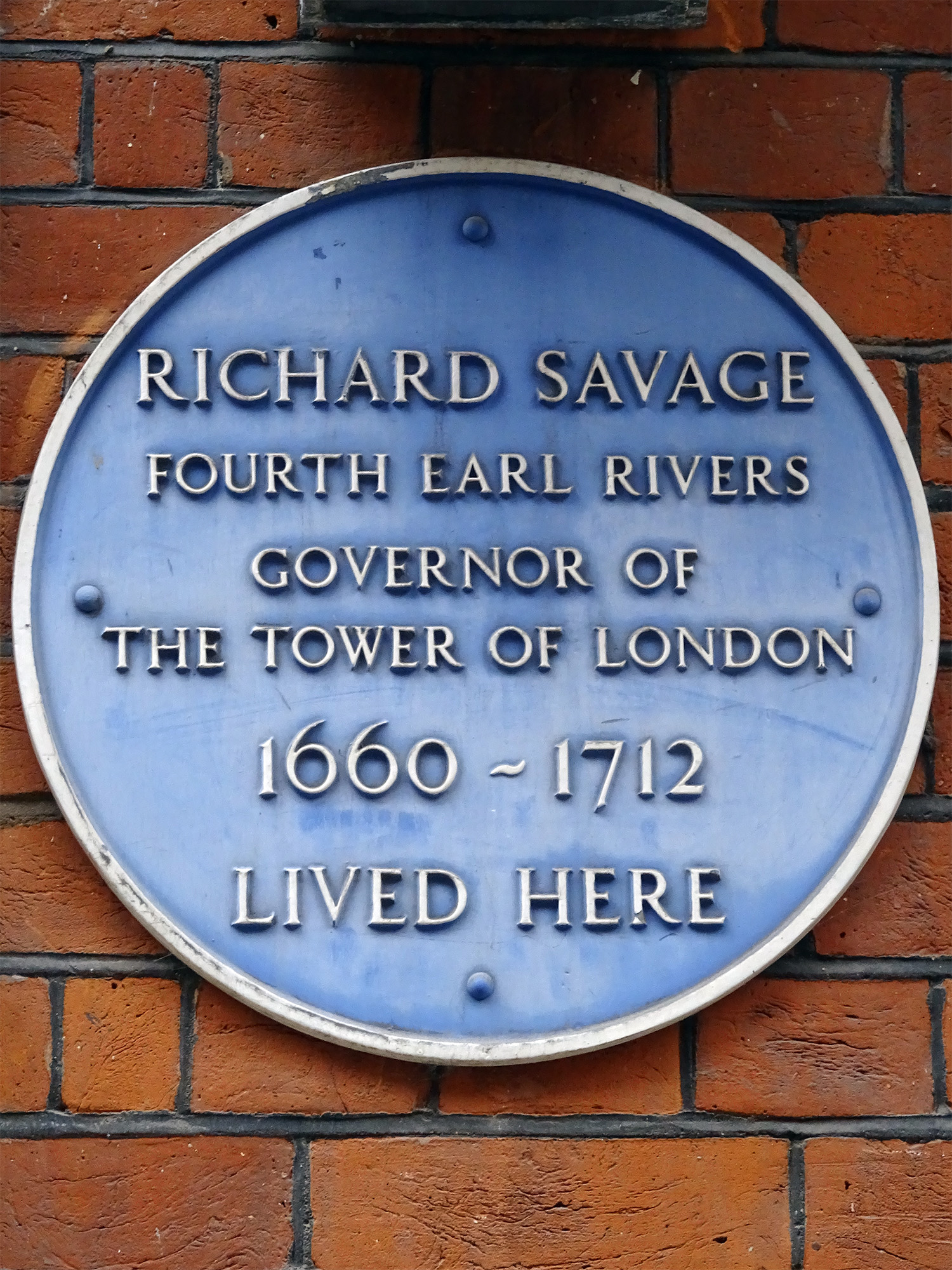
Blaue Tafel 9 Old Queen Street Westminster, London SW1H 9HP

Richard Savage, 4. Earl Rivers (um 1654; † 18. August 1712 in London) war ein englisch-britischer Peer und Militärführer.

## Leben
Richard war der zweite Sohn von Thomas Savage, 3. Earl Rivers, und seiner ersten Gattin Elizabeth Scrope. Seit um 1680 sein älterer Bruder Thomas Savage, Viscount Colchester, gestorben war, führte Richard als Heir apparent seines Vaters den Höflichkeitstitel Viscount Colchester.
Er wurde 1681 als Abgeordneter für Wigan ins House of Commons gewählt und erwarb er 1686 den Militärrang eines Lieutenant-Colonel beim 4th Troop of Horse Guards. 1687 wurde er Deputy Lieutenant von Cheshire (1695 Lord Lieutenant ebendort). Als erster Adliger und eine der ersten Personen schloss er sich 1688 dem Prinzen von Oranien bei seiner Landung in England an und begleitete ihn bis nach London. Von 1688 bis 1692 war er Colonel und Kommandeur des 4th Regiment of Horse und 1692 bis 1703 des 3rd Troop of Horse Guards. 1688/89 saß er erneut im House of Commons, diesmals als Abgeordneter für Liverpool.
1690 diente er dem neuen König im Irland und darauf in den Niederlanden. 1698 stieg er zum Major-General und 1702 zum Lieutenant-General auf. 1694 folgte er seinem Vater als 4. Earl Rivers und wurde dadurch Mitglied des House of Lords. Im Rahmen des Spanischen Erbfolgekrieges diente er 1702 unter Marlborough in den Niederlanden, der viel von seinen militärischen Fähigkeiten hielt und ihn für ein Kommando für eine Invasion in Frankreich 1706 empfahl. Nach der Aufgabe des Projekts nahm er als Kommandeur der Kavallerie unter Henri de Massue de Ruvigny, 1. Earl of Galway, an den Kämpfen in Portugal und Spanien teil. 1708 wurde er Mitglied im Privy Council. Trotzdem näherte er sich den Tories an, als der Stern der Whigs zu sinken begann. Seine Ernennung zum Constable of the Tower 1710 auf Empfehlung Robert Harleys. Rivers erhielt eine delikate diplomatische Mission zum Kurfürsten von Hannover 1710, dem die Ernennung zum Master-General of the Ordnance (Feldzeugmeister) 1711 folgte, und zwar anstelle Marlboroughs. Im Juni 1712 wurde Rivers zum General befördert und wurde Commander-in-Chief von England; er starb wenige Wochen später.
Er heiratete 1679 Penelope Downes, Erbtochter des Roger Downes, Gutsherr von Wardley in Lancashire, mit der er eine Tochter Lady Elizabeth Savage († 1714) hatte, die 1706 James Barry, 4. Earl of Barrymore heiratete. Nach dem Tod seiner ersten Gattin heiratete er um 1688 Margaret Tryon (um 1662–1692), Witwe des Thomas Tryon, Gutsherr von Bullwick in Northamptonshire, und Erbtochter des Sir Richard Stydolph, 1. Baronet. Daneben hatte er mindestens zwei uneheliche Kinder mit Anne Gerard, Countess of Macclesfield. Mangels legitimer männlicher Nachkommen gingen seine Adelstitel bei seinem Tod an seinen Cousin John Savage, einen katholischen Priester, mit dessen Tod 1737 alle Titel der Familie erloschen.

## Einzelbelege
1. ↑  John B. Hattendorf: Savage, Richard, fourth Earl Rivers (c. 1654–1712), army officer and politician. In: Henry Colin Gray Matthew, Brian Harrison (Hrsg.): Oxford Dictionary of National Biography, from the earliest times to the year 2000 (ODNB).  Oxford University Press, Oxford 2004, ISBN 0-19-861411-X; doi:10.1093/ref:odnb/24723 (Lizenz erforderlich), Stand: 2004.
2. ↑  Arthur Sherbo: Brett [née Mason], Anne [other married name Anne Gerard, countess of Macclesfield] (1667/68 – 1753), courtier mistress of George I. In: Henry Colin Gray Matthew, Brian Harrison (Hrsg.): Oxford Dictionary of National Biography, from the earliest times to the year 2000 (ODNB).  Oxford University Press, Oxford 2004, ISBN 0-19-861411-X; doi:10.1093/ref:odnb/70843 (Lizenz erforderlich), Stand: 2004.

| Vorgänger     | Amt                   | Nachfolger  |
| ------------- | --------------------- | ----------- |
| Thomas Savage | Earl Rivers 1694–1712 | John Savage |

| Personendaten    | Personendaten                        |
| ---------------- | ------------------------------------ |
| NAME             | Savage, Richard, 4. Earl Rivers      |
| ALTERNATIVNAMEN  | Savage, Richard, Viscount Colchester |
| KURZBESCHREIBUNG | englischer Peer und Militär          |
| GEBURTSDATUM     | um 1654                              |
| STERBEDATUM      | 18. August 1712                      |
| STERBEORT        | London                               |